# ریچارد فلاناگان
ریچارد میلر فلاناگان (انگلیسی: Richard Miller Flanagan؛ زادهٔ ۱۹۶۱) یک نویسنده، روزنامه‌نگار، کارگردان، و پدیدآور اهل استرالیا است.
ریچارد فلاناگان، به خاطر نگارش کتاب «جاده باریک در عمق شمال»، برنده جایزه ۵۰ هزار پوند ادبی من بوکر سال ۲۰۱۴ شد. «جاده باریک در عمق شمال» ششمین کتاب این نویسنده ۵۳ ساله اهل تاسمانی استرالیاست.
آقای فلانگان سومین استرالیایی است که این جایزه را برده است. پیش از او توماس کنیلی در سال ۱۹۸۲ و پیتر کری در سال‌های ۱۹۸۸ و ۲۰۰۱ میلادی از استرالیا برنده جایزه بوکر شده بودند.

## جاده باریک در عمق شمال
عنوان این کتاب از کتابی به قلم یک شاعر هایکو به نام «باشو» به عاریه گرفته شده است.
ماجرای آن داستان عاشقانه‌ای است که در زمان احداث خط آهن بین تایلند و برمه در جنگ جهانی دوم، که به خط آهن مرگ معروف شده بود، اتفاق می‌افتد.
پدر فلاناگان از زندانیان جنگ جهانی دوم در ژاپن بود و از کسانی که در ساخت خط آهن بین تایلند و برمه در جنگ جهانی دوم مشغول بودند. او در سن ۹۸ سالگی، درست در روزی که این کتاب به پایان رسید درگذشت.
دوازده سال طول کشید تا فلاناگان نسخه مطلوبش از این کتاب را بنویسد.

او در یاداشتی برای روزنامه هرالد سیدنی می‌نویسد: 
"دو درون مایه اصلی این رمان، عشق و جنگ است. این کتاب که با نثری فوق‌العاده ظریف و قوی نوشته شده، شرق را به غرب و گذشته را به حال، با داستانی از گناه و قهرمانی پیوند می‌زند. همان‌طور که از نوشتن آنچه می‌خواستم ناتوان بودم، نسخه‌های دیگر این رمان در ذهنم می‌آمدند و می‌رفتند. من پنج نسخه متفاوت نوشتم تا بالاخره توانستم نسخه نهایی مد نظرم را پیدا کنم."